# Церковь Введения во храм Пресвятой Богородицы (Монреаль)
Церковь Введения во храм Пресвятой Богородицы (Введенский храм) — русский католический храм византийского обряда в Монреале, провинция Квебек в Канаде, принадлежат к Русскому апостолату в Зарубежье в традиции Русской католической церкви византийского обряда.

## История
Основана, в связи с прибытием в Канаду русских Ди Пи после Второй мировой войны, по инициативе французского иезуита иеромонаха Иосифа Леди (Joseph Ledit) s.j., преподававшем в университете Монреаля социологические и философские дисциплины, специализируясь на советологии и антикоммунизме.
Старостой общины стал русский эмигрант В. Болдырев.
В 1951 году в Канаду был назначен иезуит Роман Каккютти s.j., римлянин, с большим опытом работы среди русских в беженских лагерях Европы. Священник написал диссертацию: «Миросозерцание и нравственный облик советского человека в 1935—1945 гг».
В 1956 году поздравление в связи с началом строительства церкви прислал из Бельгии Апостольский визитатор для русских и белорусских католиков византийского обряда в эмиграции епископ Болеслав Слосканс.
В 1959 году храм был освящен Полномочным визитатором для русских католиков византийского обряда находящихся за границей епископом Андреем Катковым. В это же время приход возглавил итальянский иезуит Пьетро Леони s.j.
В 1971 году под руководством Леони проведены работы по расширению храма, сам настоятель выполнял работу каменщика, штукатура, маляра

## Настоятели
- Иосиф Леди s.j.
- Пьетро Леони s.j.